# Charles Dumas (homme politique)
Pour les articles homonymes, voir Charles Dumas et Dumas.
Charles Dumas, né le 21 juillet 1883 à Clermont-Ferrand (Puy-de-Dôme) et mort le 4 mai 1955 à Villefranche-sur-Mer (Alpes-Maritimes), est un homme politique français.

## Biographie
Avocat à Paris, il entre en 1903 au Parti socialiste de France. Il est député de l'Allier de 1910 à 1914. Il était l'un des benjamins de la Chambre, et secrétaire d'âge. Il est chef de cabinet de Jules Guesde, en 1914 et 1915, lors de sa participation aux cabinets d'Union nationale. Selon l'historien Jean-Jacques Marie, Charles Dumas aurait créé cette phrase qu'il attribue à Lénine « il faut bien que le sang coule pour qu'un homme puisse se déterminer dans l'histoire ». En 1936, il est chef de cabinet de Marx Dormoy au ministère de l'Intérieur. En 1940, il est l'un des organisateurs du parti socialiste dans la clandestinité. Membre du comité directeur de la SFIO à la Libération, il est conseiller de l'Union française de 1947 à 1955.

## Archives
- Inventaire du fonds d'archives de Charles Dumas conservé à La contemporaine.